# Выборы в Народное собрание Чеченской Республики (1996)
Выборы 1996 года в Народное собрание Чеченской Республики прошли 16 июня. Выборы Народного собрания были совмещены с первым туром выборов президента России. Второй тур президентских выборов в республике прошёл 2-3 июля.

## Накануне выборов
В начале июня 1996 года в Назрани была достигнута договорённость между российскими властями и сепаратистами о приостановке военных действий, в соответствии с которым выборы должны были пройти после вывода с территории Чечни федеральных войск. Боевики указывали, что проведение выборов противоречит Назрановским соглашениям. По этой причине Асланом Масхадовым был издан приказ о недопущении выборов. Сепаратисты пытались захватить избирательные участки, а также проводили различные силовые акции. Примерно в десятке сёл им удалось сорвать выборы.

## Выборы
Для участия в выборах в народное собрание выдвинули свои кандидатуры 355 человек. Позже семь кандидатов отказались от участия в них из-за несогласия со сроками их проведения. Однако избранное собрание де-факто не работало. Большая часть депутатов переехала в Москву. Срок действия их полномочий окончился в 1998 году.
В выборах участвовали 73,7 % избирателей. В первом туре выборов президента России Борис Ельцин набрал 64,1 % голосов, ставший вторым по числу голосов Геннадий Зюганов — 16,1 %.
Во втором туре выборов, который прошёл 2-3 июля, приняли участие 70 % избирателей, при этом за Ельцина проголосовали более 73 % из них. На время этих выборов на проходящем через Чечню участке Северо-Кавказской железной дороги было остановлено движение.

## Критика
Постоянный совет ОБСЕ назвал выборы не соответствующими принципам организации и подчеркнул, что они не были свободными и справедливыми. Руководитель группы содействия ОБСЕ в Чечне Тим Гульдиман сказал, что в такой обстановке нельзя провести действительно демократические и свободные выборы.
Проведение выборов противоречило достигнутым 10 июня 1996 года Назрановским договорённостям. Однако накануне их проведения полномочный представитель президента России в Чечне Олег Лобов сказал, что не видит серьёзных причин для их отмены или переноса в угоду требованиям боевиков.
Согласно информации одной из местных газет, на голосовании о проведении выборов в Верховном Совете Чечни не было кворума. Кроме того, часть депутатов, узнав о вынесенном на голосование вопросе, покинула зал. Тем не менее решение о проведении выборов было принято. Эта информация была подтверждена одним из депутатов Верховного Совета Лом-Али Хациевым. Однако другой депутат, А. Осмаев, опроверг эту информацию.
5 июня Доку Завгаев на проходившей в Москве пресс-конференции сообщил, что «уже зарегистрированы 70 из 93 кандидатов в депутаты, каждый из которых собрал две-три тысячи голосов в свою поддержку». 7 июня председатель Центральной избирательной комиссии Чечни А.-К.Арсаханов на расширенном заседании правительства Чечни сказал, что на одно место в собрании претендуют в среднем 8-10 кандидатов. Получалось, что за два дня зарегистрировалось более 750 кандидатов.
Утром 16 июня Д. Завгаев сообщил, что проголосовало 50 % избирателей. Через полтора часа председатель республиканского ЦИК проинформировал журналистов, что на 12 часов дня проголосовало 23 %. Один из журналистов НТВ наблюдал, что бюллетени получали по чужим документам, вообще без документа и в любом количестве. В Шали избирательный участок был пуст. По сообщениям иностранных журналистов, они сами участвовали в голосовании. В то же время, Центризбирком РФ сообщал об отсутствии нарушений в ходе выборов.
Корреспонденты московских СМИ посетили пять избирательных участков в Грозном. По их словам, число «членов избирательных комиссий и охраняющих их милиционеров заметно превышало число желающих проголосовать. К полудню только на одном из пяти увиденных нами участков последних оказалось больше двадцати». Члены избирательных комиссий, после того, как им показывали паспорта, разрешали проголосовать, не спрашивая у корреспондентов открепительные талоны. Такая обстановка была на всех участках. Каждый из корреспондентов в этот день проголосовал четырежды.
В то же время оказалось затруднительным найти хотя бы один избирательный участок за пределами столицы Чечни. В целом ряде населённых пунктов голосование не проводилось. В предгорных и горных районах Чечни это объяснялось тем, что эти районы контролировались сепаратистами.
Правозащитный центр «Мемориал» сумел получить копии документов, в которых должностные лица и представители общественности письменно отрицают проведение выборов на значительной части территории республики:
- эти документы имеют отношение к районам, подконтрольным федеральным силам, и северным районам Чечни, в которых военных действий не было вообще;
- речь в документах ведётся как о небольших сёлах, так и о крупных населённых пунктах (например, о Гудермесе) и целых районах;
- часть документов имеет подписи действовавших в тот момент глав администраций и гербовые печати. То есть, не только боевики, но и официальные представители федеральных властей свидетельствуют о том, что на значительной части территории Чечни выборов не было;
- один из документов имеет подписи председателя и секретаря избирательной комиссии Гудермесского района, заверенные печатью этой комиссии;
- в этих документах выдвигаются необходимые условия для проведения нормальных выборов: обеспечения свободы передвижения, возвращения беженцев, прекращения боевых действий.